# شيلاكويليس
شِلاكِيلِس أو (نقحرة: شيلاكويليس) (Chilaquiles) هي طبق مكسيكى تقليدى.

## المكونات
يتكون الطبق من قطع من خبز التُّرتية المقلية يضاف عليها الصلصة الخضراء أو الحمراء.تطهى المكونات حتى تلين التُّرتية وتزين غالبا بالكريمة أو الجبنة الذائبة «الكيسو», أو حلقات البصل و قطع الأفوكادو. كطبق جانبى يمكن تقديم الفول المقلى والبيض أو اللحم و سلطة الجوكامولى مع شِلاكِيلِس.
في بعض المناطق في وسط المكسيك تكون التُّرتية مقرمشة بأن تصب الصلصة في اللحظة الاخيرة قبل التقديم.
يؤكل هذا الطبق عادة على الإفطار أو بين وجبتى الإفطار والغداء.للطبق شعبية كبيرة لسهولة إعداده من بقايا التُّرتية والصلصة.